# Cyathea albidosquamata
Cyathea albidosquamata är en ormbunkeart som beskrevs av Eduard Rosenstock. Cyathea albidosquamata ingår i släktet Cyathea och familjen Cyatheaceae. Inga underarter finns listade.